# Un coup de tonnerre (nouvelle)
Pour les articles homonymes, voir Un coup de tonnerre (film) et A Sound of Thunder.
Un coup de tonnerre (titre original : A Sound of Thunder) est une nouvelle de Ray Bradbury, publiée en 1952 dans le magazine Collier's. 
Elle expose la problématique du voyage dans le temps et montre, si de telles occasions se présentaient, quel serait l'impact sur l'avenir si des individus venus du futur altéraient un élément du passé, aussi petit soit-il. On retrouve ainsi dans le livre ce que certains pensent, à tort, être l'effet papillon.

## Publications
- Publications aux États-Unis

- Publications en France

La nouvelle a notamment paru :
- dans Les Pommes d'or du soleil, éditions Denoël, 2e trimestre 1956, collection Présence du futur n° 14 ;
- dans l'anthologie Les Chefs-d'œuvre de la science-fiction (1970).

## Résumé
En 2055, Eckels se rend dans une agence de voyages dans le temps afin de remonter 60 millions d'années en arrière pour chasser un Tyrannosaurus rex. La veille, un homme politique modéré, Keith, a gagné les élections présidentielles aux États-Unis contre Deutcher, son opposant, aux tendances fascistes.
Quatre autres personnes font partie du voyage : Travis (le guide principal), Lespérance (son adjoint), Billings et Kramer (deux autres clients). Ils vont utiliser une machine à voyager dans le temps. On leur donne des instructions claires et impératives : après s'être désinfectés et protégés pour n'apporter aucun microbe dans cette Terre du passé, les chasseurs devront marcher sur une passerelle construite avec un métal antigravitation suspendu à 10 centimètres au-dessus du sol et ne touchant ni brin d'herbe, ni feuille, ni arbre. Ils ne doivent en aucun cas quitter cette passerelle. Ils ne doivent tirer que sur les animaux marqués par une peinture rouge envoyée plus tôt par Lesperance qui aura étudié le comportement des créatures pouvant être tuées. Les animaux destinés à la chasse devaient de toute façon mourir peu après, écrasés par un arbre ou noyés dans une mare de goudron. Il s'agit en effet de ne pas tuer un animal clé pour l'évolution à venir. Selon le guide, détruire dans le passé un petit animal, une plante, une souris, un insecte, un poisson peut, des millions d'années plus tard, créer des effets incalculables dans l'évolution. En tuant une souris, on tue toutes les souris descendantes de cette même souris, ainsi que les prédateurs qui devraient les manger, puis les plus gros animaux prédateurs devant manger ces plus petits prédateurs, et les créatures se nourrissant du cadavre de ces animaux ; avec le temps, on peut tuer un homme préhistorique qui pourrait donner vie à tout un peuple, une civilisation. Les effets sur l'histoire seraient alors incalculables. 
Les cinq individus sortent alors de la machine et, avec une grande prudence, traversent la jungle préhistorique. C'est alors qu'ils aperçoivent le Tyrannosaure. Eckels est impressionné et se rend à l'évidence : ils ne pourront jamais tuer une telle créature. Effrayé, il part à tâtons jusqu'à la machine, mais le dinosaure l'aperçoit et se rue sur les chasseurs. Eckels, par accident, descend de la passerelle et marche sur la terre, emportant un peu de boue sur ses chaussures. Quant aux autres chasseurs, ils finissent, après plusieurs coups de feu, à abattre le dinosaure, non sans difficulté. Travis est furieux contre Eckels qui a marché en dehors de la passerelle ; il l'oblige à retirer les balles fichées dans le corps du Tyrannosaure avant de rentrer. Après qu'Eckels a retiré toutes les balles, ils repartent tous dans la machine et retournent en 2055. 
Les chasseurs ressortent de la machine. Travis recherche la moindre différence ; Eckels, quant à lui, sent que quelque chose a changé. L'atmosphère, les gens, les immeubles, le guichet, l'homme de la réception, tout diffère par des détails difficilement décelables. Et le panneau d'entrée est écrit avec une orthographe étrange. 
Eckels, terriblement tendu, gratte la boue ancrée sous ses semelles. Il y découvre alors, incrusté, le cadavre d'un papillon qu'il a écrasé involontairement lors de la chasse. Ainsi, la mort d'un simple lépidoptère aura suffi à créer une réaction en chaîne, ou effet domino, se répercutant pendant des millions d'années, altérant le cours de l'évolution de la planète et l'histoire de l'humanité. Pris d'un doute, il demande alors à l'homme du guichet qui a gagné les élections la veille, et ce dernier, en riant, lui répond que Deutcher les a largement remportées contre son rival Keith. Eckels tente de convaincre Travis de revenir dans le passé, mais ce dernier refuse. Travis lève sa carabine, tire et tue Eckels. L'histoire termine par les mots : « Il y eut un coup de tonnerre. »

## Adaptation cinématographique
Un film du même nom, réalisé par Peter Hyams et librement inspiré de la nouvelle de Ray Bradbury, est sorti en 2005.
La série TV Ray Bradbury Theater a adapté la nouvelle dans un épisode de la saison 4.
Un jeu vidéo a aussi été mis en vente, titré A Sound of Thunder.
La nouvelle a été adaptée pour la radio par France Culture, et diffusée en mai 2021 dans le cadre de l'émission "Samedi Noir".

## Autour de la nouvelle
- Cette nouvelle a été parodiée dans la série Les Simpson dans l'épisode Simpson Horror Show V.